# Julio Libonatti
Julio Libonatti (né le 5 juillet 1901 à Rosario en Argentine et mort le 9 octobre 1981) était un footballeur argentin de l'entre-deux-guerres, naturalisé italien.

## Biographie
Julio Libonatti jouait au poste d'attaquant et a porté les couleurs de l'équipe d'Argentine (15 sélections et 8 buts entre 1919 et 1922) puis celles de l'équipe d'Italie (17 sélections et 15 buts entre 1926 et 1931).

## Clubs
- Newell's Old Boys ( Argentine) (1917-1925)
- Torino FC ( Italie) (1925-1932)

## Palmarès
- Copa América en 1921 (avec l'Argentine)
- Coupe internationale en 1930 (avec l'Italie)
- Copa N. Vila en 1918, 1921 et 1922 (avec Newell's Old Boys)
- Championnat d'Italie (ligue amateur) en 1928 (avec Torino)